# Adam
 Ovo je glavno značenje pojma Adam. Za druga značenja pogledajte Adam (razdvojba).
Adam (heb.: »čovjek«; vjerojatno u vezi s heb. adamah, »zemlja«, ili akadskim adamu, »stvoriti«), prema Bibliji, prvi čovjek kojeg je stvorio Jahve, Bog, od praha (ili gliba) zemaljskoga, i udahnuo mu u lice dah života. Živio je najprije u raju zemaljskom, ali ga je odatle otjerao Jahve zbog istočnoga grijeha koji je počinio na nagovor svoje žene: Eve. Hebrejska predaja o prvom ljudskom paru povezana je s babilonskom i ostalim semitskim mitologijama. Kao praoca ljudskog roda, Adama štuju Židovi, muslimani i kršćani. U Novom zavjetu osobito će sveti Pavao u svojoj Poslanici Rimljanima govoriti o Adamu kao onom po kome je čovječanstvo palo, te Kristu kao novom Adamu po kome je čovječanstvo spašeno.
Prema islamskom učenju, Adem (Adam) je izbačen iz raja zajedno sa svojom ženom Havom (Evom) zbog grijeha koji su zajedno počinili, tj. Hava nije nagovorila Adema da pojede zabranjeno voće već su to uradili zajedno. Iz raja su izbačeni u petak i u petak su im oprošteni grijesi.
Adamova mitska ličnost poslužila je kao motiv u legendama, apokrifima, srednjovjekovnim misterijima, umjetničkom književnom stvaranju (Milton, Klopstock, Habdelić, Kranjčević) i likovnom prikazivanju (starokršćanske katakombe, sarkofazi i mozaici; srednjovjekovne minijature u biblijama i likovi na portalima; Michelangelove freske na stropu Sikstinske kapele).
| Portal:Kršćanstvo | Portal: Kršćanstvo |